# Microrregión de Pio IX
La microrregión de Pio IX es una de las microrregiones del estado brasileño del Piauí perteneciente a la mesorregión Sudeste Piauiense. Su población fue estimada en 2006 por el IBGE en 53.059 habitantes y está dividida en siete municipios. Posee un área total de 4.332,926 km².

## Municipios
- Alagoinha do Piauí
- Alegrete do Piauí
- Francisco Santos
- Monsenhor Hipólito
- Pio IX
- Santo Antônio de Lisboa
- São Julião

- Datos: Q631055